# Schottische Frauen-Cricket-Nationalmannschaft
Die schottische Frauen-Cricket-Nationalmannschaft (englisch scotland women's cricket team, abgekürzt Scotland Women oder Scotland W) vertritt Schottland als Frauen-Nationalmannschaft auf internationaler Ebene in der Sportart Cricket. Das Team wird vom Verband Cricket Scotland (CS) geleitet und ist seit 1994 assoziiertes Mitglied (associate member) im International Cricket Council. Damit gehört Schottland zur zweiten Reihe der Nationalmannschaften und das schottische Team gilt traditionellerweise als eine der stärksten Nationalmannschaften Europas. Es verfügt seit 2019, wie alle ICC-Mitglieder, über vollen WTwenty20-Status. Der bisher größte Erfolg war die Vorrunde beim T20 World Cup (2024).

## Geschichte
Im August 1932 bestritt Schottland die erste, heute nicht als solche anerkannte, internationale Frauen-Cricket-Begegnung gegen England. Jedoch wurde das Team daraufhin nicht mehr aufgestellt und einzelne Spieler ins englische Team integriert, während das schottische Team die Form eines englischen Counties wahrnahm. In 1977 gab es einen Versuch, das schottische Team mit der Gründung der Scottish Women’s Cricket Association wiederzubeleben, doch lehnte man die Einladung zur Aufnahme in den International Women's Cricket Council ab. Abseits einer Begegnung gegen eine englische Jugendmannschaft im Jahr 1979 dauerte es bis zur Eigenständigkeit von Cricket Scotland bis das Team wieder am internationalen Spielgeschehen teilnahm. Die erste Turnierteilnahme und damit das erste WODI erfolgte bei der Women’s European Cricket Championship 2001, bei dem man sieglos den letzten Platz belegte. Bei der IWCC Trophy 2003, die als Qualifikation für die kommende Weltmeisterschaft galt, belegten sie vor Japan den vorletzten Platz. Bei der Women’s European Cricket Championship 2005 belegten sie den letzten Platz und beim Women’s Cricket World Cup Qualifier 2008 blieben sie sieglos. Im weiteren Verlauf spielten sie vorwiegend in der englischen Women’s County Championship.
Beim ICC Women’s World Twenty20 Qualifier 2018 absolvierten sie ihr erstes WTwenty20. Im Turnier belegten sie hinter Bangladesch und Irland den dritten Platz und verpassten so die Qualifikation. In der Folge bestritten sie dann wieder regelmäßigere internationale Begegnungen. Beim ICC Women’s T20 World Cup Qualifier 2019 scheiden sie als Gastgeber in der Vorrunde aus, ebenso bei der Ausgabe 2022. Beim ICC Women’s T20 World Cup Qualifier 2024 konnten sie sich im Halbfinale überraschend gegen Irland durchsetzen und qualifizierten sich so für den ICC Women’s T20 World Cup 2024. Dort schieden sie jedoch in der Vorrunde aus.

## Organisation
Der schottische Verband wurde 1908 als Scottish Cricket Union gegründet und benannte sich 2001 im Rahmen einer Neuausrichtung in Cricket Scotland um. 1994 folgte die Aufnahme als assoziiertes Mitglied in den International Cricket Council (ICC).
Cricket Scotland stellt die Schottland vertretenden Cricket-Nationalmannschaften, einschließlich der für die Männer, Frauen und Jugend, zusammen. Der Verband ist außerdem für die Durchführung von WODI- und WTwenty20-Serien gegen andere Nationalmannschaften sowie die Organisation von Heimspielen und -turnieren verantwortlich. Neben der Aufstellung des Teams kümmert er sich auch um den Kartenverkauf, die Gewinnung von Sponsoren und die Vermarktung der Medienrechte.
Kinder und Jugendliche werden bereits in der Schule an den Cricketsport herangeführt und je nach Interesse und Talent beginnt dann die Ausbildung. Wie andere Cricketnationen verfügt Schottland über eine U-19-Nationalmannschaft, die an der entsprechenden Weltmeisterschaft teilnimmt.

## Symbol und Hymne
Die Distel ist die Nationalpflanze Schottlands und das Symbol der Nationalmannschaft. Einer Legende zufolge spielte die „beschützende Distel“ eine entscheidende Rolle bei der Verteidigung Schottlands gegen nächtlich angreifende Wikinger, als einer von ihnen barfuß auf eine Distel trat und sein Schmerzensschrei die schottischen Verteidiger warnte. Die lateinische Losung Nemo me impune lacessit (dt.: „Niemand reizt mich ungestraft“) war der Wahlspruch der schottischen Monarchen und er ist dies immer noch des Distelordens und der Scots Guards.
Das Lied Flower of Scotland dient als inoffizielle Hymne Schottlands. Es wurde 1967 von Roy Williamson, einem Gründungsmitglied der Band The Corries, komponiert und wird seit den 1990er Jahren von der Nationalmannschaft anstelle von God Save the King gespielt.

## Spielerinnen

### Spielerstatistiken
Insgesamt haben für Schottland 37 Spielerinnen WODIs und 27 Spielerinnen WTwenty20s gespielt. Im Folgenden sind die Spielerinnen aufgeführt, die für die schottische Mannschaft die meisten Runs und Wickets erzielt haben.

#### Runs
| WODI                   | WODI                   | WODI                   | WODI                   | WTwenty20              | WTwenty20              | WTwenty20              | WTwenty20              |
| Spielerin              | Zeitraum               | WODIs                  | Runs                   | Spielerin              | Zeitraum               | WTwenty20s             | Runs                   |
| ---------------------- | ---------------------- | ---------------------- | ---------------------- | ---------------------- | ---------------------- | ---------------------- | ---------------------- |
| Kathryn Bryce          | 2023–heute             | 10                     | 594                    | Sarah Bryce            | 2018–heute             | 58                     | 1.290                  |
| Sarah Bryce            | 2023–heute             | 10                     | 298                    | Kathryn Bryce          | 2018–heute             | 49                     | 1.273                  |
| Saskia Horley          | 2024–heute             | 05                     | 276                    | Lorna Jack-Brown       | 2018–heute             | 56                     | 0558                   |
| Priyanaz Chatterji     | 2023–heute             | 14                     | 236                    | Ailsa Lister           | 2021–heute             | 38                     | 0530                   |
| Katherine Fraser       | 2024–heute             | 11                     | 229                    | Priyanaz Chatterji     | 2018–heute             | 57                     | 0417                   |
| Stand: 13. August 2025 | Stand: 13. August 2025 | Stand: 13. August 2025 | Stand: 13. August 2025 | Stand: 13. August 2025 | Stand: 13. August 2025 | Stand: 13. August 2025 | Stand: 13. August 2025 |

#### Wickets
| WODI                   | WODI                   | WODI                   | WODI                   | WTwenty20              | WTwenty20              | WTwenty20              | WTwenty20              |
| Spielerin              | Zeitraum               | WODIs                  | Wickets                | Spielerin              | Zeitraum               | WTwenty20s             | Wickets                |
| ---------------------- | ---------------------- | ---------------------- | ---------------------- | ---------------------- | ---------------------- | ---------------------- | ---------------------- |
| Abtaha Maqsood         | 2023–heute             | 13                     | 24                     | Abtaha Maqsood         | 2018–heute             | 57                     | 54                     |
| Katherine Fraser       | 2024–heute             | 11                     | 17                     | Kathryn Bryce          | 2018–heute             | 49                     | 48                     |
| Chloe Abel             | 2024–heute             | 09                     | 12                     | Katherine Fraser       | 2019–heute             | 41                     | 43                     |
| Kathryn Bryce          | 2023–heute             | 10                     | 11                     | Katie McGill           | 2018–2022              | 34                     | 33                     |
| Hannah Rainey          | 2023–heute             | 06                     | 10                     | Priyanaz Chatterji     | 2018–heute             | 57                     | 30                     |
| Stand: 13. August 2025 | Stand: 13. August 2025 | Stand: 13. August 2025 | Stand: 13. August 2025 | Stand: 13. August 2025 | Stand: 13. August 2025 | Stand: 13. August 2025 | Stand: 13. August 2025 |

### Mannschaftskapitäninnen
Bisher haben insgesamt vier Spielerinnen als Kapitänin für Schottland bei einem WODI fungiert und drei für ein WTwenty20.
| WODI | WODI           | WODI       | WTwenty20      | WTwenty20  |
| Nr.  | Name           | Zeitraum   | Name           | Zeitraum   |
| ---- | -------------- | ---------- | -------------- | ---------- |
| 1    | Linda Spence   | 2001       | Kathryn Bryce  | 2018–heute |
| 2    | Kari Anderson  | 2003       | Sarah Bryce    | 2019–2024  |
| 3    | Kathryn Bryce  | 2023–heute | Abtaha Maqsood | 2023–2024  |
| 4    | Abtaha Maqsood | 2024       |                |            |

## Bilanz
Die Mannschaft hat die folgenden Bilanzen gegen die anderen Vollmitglieder des ICC im WODI- und WTwenty20-Cricket (Stand: 13. August 2025).
| Gegner      | WODIs | WODIs | WODIs | WODIs | WODIs | WTwenty20s | WTwenty20s | WTwenty20s | WTwenty20s | WTwenty20s |
| Gegner      | Sp.   | S     | U     | N     | NR    | Sp.        | S          | U          | N          | NR         |
| ----------- | ----- | ----- | ----- | ----- | ----- | ---------- | ---------- | ---------- | ---------- | ---------- |
| Bangladesch | 1     | 0     | 0     | 1     | 0     | 5          | 0          | 0          | 5          | 0          |
| England     | 1     | 0     | 0     | 1     | 0     | 1          | 0          | 0          | 1          | 0          |
| Irland      | 6     | 1     | 0     | 5     | 0     | 14         | 5          | 0          | 9          | 0          |
| Pakistan    | 2     | 0     | 0     | 2     | 0     | 0          | 0          | 0          | 0          | 0          |
| Sri Lanka   | 0     | 0     | 0     | 0     | 0     | 3          | 0          | 0          | 3          | 0          |
| Südafrika   | 0     | 0     | 0     | 0     | 0     | 1          | 0          | 0          | 1          | 0          |
| West Indies | 2     | 1     | 0     | 1     | 0     | 1          | 0          | 0          | 1          | 0          |

## Internationale Turniere

### Women’s Cricket World Cup
- 1973: nicht teilgenommen
- 1978: nicht teilgenommen
- 1982: nicht teilgenommen
- 1988: nicht teilgenommen
- 1993: nicht teilgenommen
- 1997: nicht teilgenommen
- 2000: nicht teilgenommen
- 2005: nicht qualifiziert (Qualifikation)
- 2009: nicht qualifiziert (Qualifikation)
- 2013: nicht qualifiziert (Qualifikation)
- 2017: nicht qualifiziert (Qualifikation)
- 2022: nicht qualifiziert (Qualifikation)
- 2025: nicht qualifiziert
- 2029: noch ausstehend

### Women’s T20 World Cup
- 2009: nicht teilgenommen
- 2010: nicht teilgenommen
- 2012: nicht teilgenommen
- 2014: nicht qualifiziert (Qualifikation)
- 2016: nicht qualifiziert (Qualifikation)
- 2018: nicht qualifiziert (Qualifikation)
- 2020: nicht qualifiziert (Qualifikation)
- 2023: nicht qualifiziert (Qualifikation)
- 2024: Vorrunde (Qualifikation)
- 2026: noch ausstehend
- 2028: noch ausstehend